# Lucio Bizzini
Lucio Bizzini (Biasca, 18 agosto 1948) è un ex calciatore svizzero, di ruolo difensore.